# アンフィカー

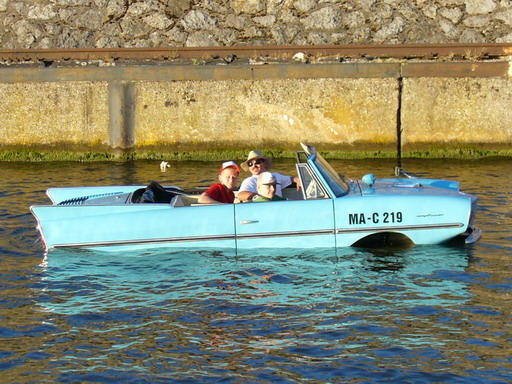
アンフィカー770

アンフィカー・770型（Amphicar770 ）は、1961年から1968年まで西ドイツ（当時）のカールスルーエで製造された2ドア4-5人乗りオープンボディのレジャー用水陸両用車。
陸上はリアエンジンリアドライブ方式、水上はスクリューを駆動する。

## 概要
大量生産され市販された数少ない水陸両用自動車の一つである。それまでにいくつかの水陸両用車を作ったハンス・トリッペルが設計し、クヴァント・グループ（BMW）傘下のIWK（Industoriewerke Karlsruhe ）が製作した。
車名は、水陸両用を意味する「アンフィビアス 」（amphibious ）と自動車を意味する「カー」（car ）を組み合わせたもの。そのボディ形状は、軽量な2ドア4-5人乗りコンバーチブル車である。

## 仕様

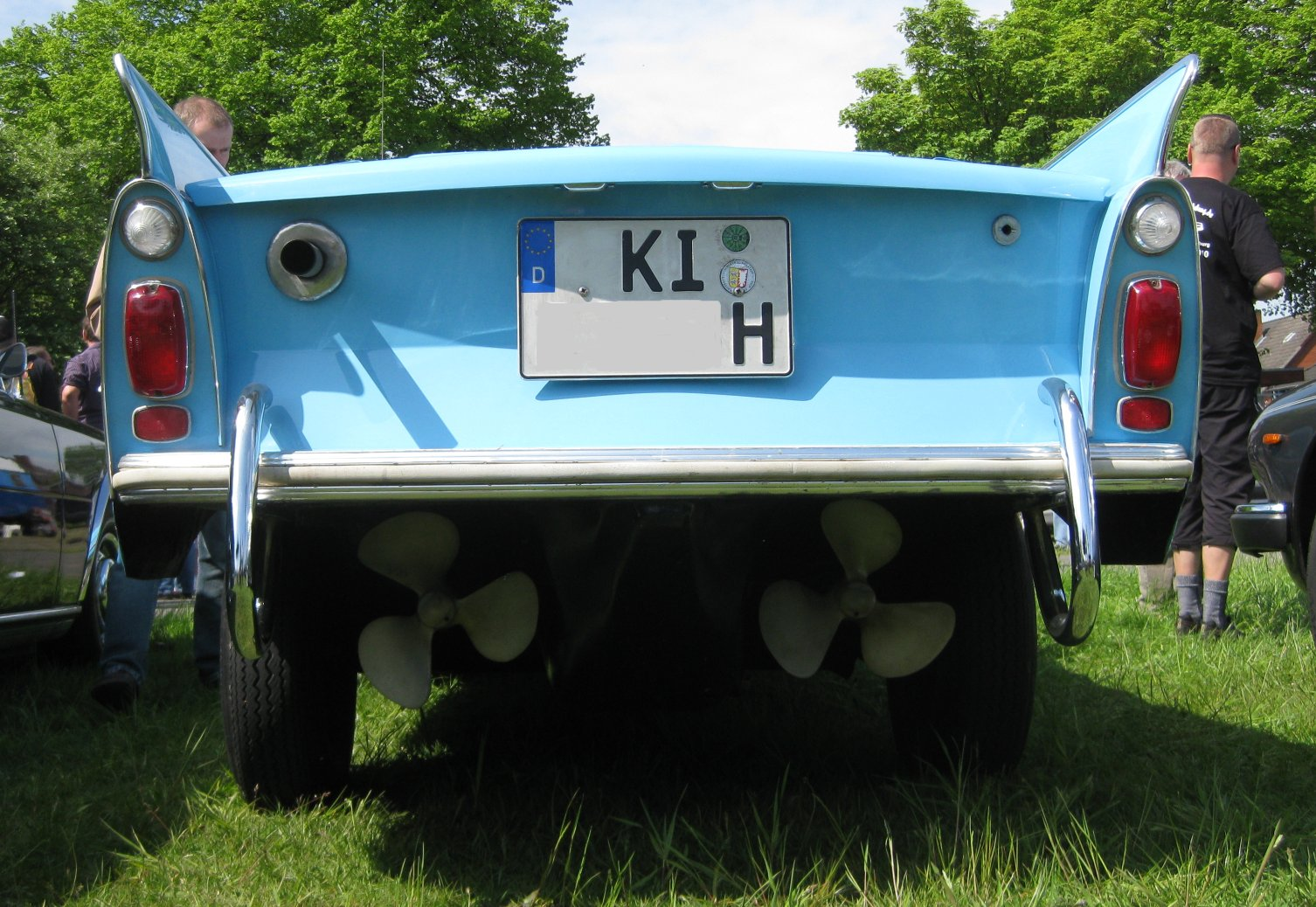
後方部。スクリューがついている

動力はリアに積まれたイギリスのトライアンフ・ヘラルド製1,147cc4気筒エンジン。トライアンフSlant-4に使用されていたもので、初期のサーブ・99でも使われたことがある。
出力43PS/4,750rpm。最高7ノットで水上を巡航、陸上では最高速度113km/h（70mph）で走行でき、これが「770」の由来となっている。ボディスタイルはコンバーチブルのみ。
市販モデルではビーチホワイト、レガッタホワイト、ラグーンブルー、フィヨルドグリーン（アクア）の4色が提供された。水中ではプラスチック製プロペラスクリューで推進。
水陸両用のための2パートで構成されたトランスミッションはヘルメス（Hermes ）製。「ランド・トランスミッション」は4速+リバースでフォルクスワーゲン・タイプ1で使われていたもの。「ウォーター・トランスミッション」は2速で前進と後退が1つのギアでまかなわれている。

## 運転性能
信頼性は期待できない。ボディ表面が錆びやすい上、エンジンの防水に欠陥があり、水上走行中にエンジンが止まってしまうことが頻発し、そのときはオールで漕ぐことになる。「水上でなんとかやっと走れる程度で陸上では面白みにかける」と評された。車体がバスタブのような形状であったこともその一因とされる。

## 生産と販売
生産は1961年にスタートした。1963年以降年間2万台という過剰な販売見込みをおこない、余剰の部品在庫を抱え、またアメリカ合衆国で1968年より施行された環境局、運輸省の規制に該当してしまい、同年生産を終了した。生産台数は3,878台で、うち3,046台が米国に輸出された。日本ではヤナセ系のウエスタン自動車が輸入し、5台を販売したという。
年によって異なるが、当時のシボレーやフォードの大衆車と同程度の価格である2,800-3,300ドルで販売された。後期モデルは価格を大幅に下げて販売された。在庫処分のためといわれる。
在庫の部品をカリフォルニア州サンタフェ・スプリングスのヒュー・ゴードンが購入、ヒュー・ゴードン・インポートとして現在もアンフィカー・オーナーへのパーツ販売をおこなっている。

## ユーザーグループ
年に1回、アメリカ合衆国独立記念日の7月4日の週に、アンフィカーのオーナーがオハイオの西部に位置するセント・メリー湖に集まり、「スイム＝イン（Swim-ins）」と呼ばれるフェスティバルをおこなっている。

## 現在の市場
2006年のオークションで115,000ドル＋バイヤープレミアム8%として取引された例がある。